# Lorenzaccio (Gaston Baty)
Lorenzaccio est une adaptation du Lorenzaccio d'Alfred de Musset par Gaston Baty, jouée au théâtre Montparnasse le 9 octobre 1945.

## Description
La pièce diffère largement de celle mise en scène par Armand d'Artois avec Sarah Bernhardt. Gaston Baty y pratique d'importantes coupures, des enjambements, des interpolations, fait jouer les deux premières scènes en coulisse ainsi que l'épilogue, passe sous silence certains actes comme l'empoisonnement de Louise Strozzi dont on ne parle pratiquement pas de la famille. Mais il conserve le mouvement d’ensemble de la pièce de Musset et son âme.
Gaston Baty expurge le décor ne conservant qu'une tapisserie représentant le Cortège des Rois mages tel que peint sur la fresque de Benozzo Gozzoli dans la chapelle des Médicis. Tout se déroule ainsi devant des rideaux noirs.

## Critiques
La critique est déroutée par la mise en scène de Baty. Elle est parfois jugée scandaleuse, voir ennuyeuse, sans respect de l'esprit initial de Musset. Pourtant, d'autres, tel Pierre Loewel, sont admiratifs et estiment, à l'inverse, que l'adaptation est plus fidèle malgré ses coupures, que celles d'Armand d'Artois (1896) ou d'Émile Fabre (1927).

## Distribution
- Marguerite Jamois : Lorenzaccio
- Marie-Hélène Dasté : la marquise Cibo
- André Falcon : Tébaldéo
- Pierre Geay : le marquis Cibo
- Maurice Juniot : Bindo Altovili
- Lily Lourioty : Agnalo
- Alexandre Rignault : le duc Alexandre de Médicis
- Hubert Prelier : le Cardinal Cibo
- Gil Colas : Baptista Venturi
- Roger Vincent : le Cardinal Valori
- Paul-Alain : sire Maurice et Pierre Strozzi
- Georges Aminel : Giomo
- Sylvie Deniau : Catherine Ginori
- Germaine Ledoyen : Marie Soderini
- Jacques Berlioz : Philippe Strozzi
- René Ferral : Léon Strozzi et un domestique
- Marcel Lestan : Scoronconcolo

## Technique
- Mise en scène et adaptation : Gaston Baty
- Musique de scène : André Cadou
- Costumes : Marie-Hélène Dasté
- Rideau et tapisserie : Émile Bertin